# ام‌وی ونتورا
ام‌وی ونتورا (به انگلیسی: MV Ventura) یک کشتی است که طول آن ۲۹۱٫۴ متر (۹۵۶ فوت) می‌باشد. این کشتی در سال ۲۰۰۷ ساخته شد.